# Anaphore (grammaire)
Pour les articles homonymes, voir Anaphore.
En grammaire, une anaphore (du grec ἀναφορά, reprise, rapport) est un mot ou un syntagme qui, dans un énoncé, assure une reprise sémantique d'un précédent segment appelé antécédent. Sans cet antécédent, l'anaphore perd son sens. C’est pourquoi elle doit toujours être liée avec un autre élément dans la phrase. Les anaphores permettent des interprétations principalement locales. On retrouve cependant des preuves d'anaphore ayant un référent plus éloigné dans l'ouvrage de Koster et Reuland (1991). On utilise le terme chaîne anaphorique lorsque l’on retrouve plusieurs énoncés ayant le même référent. Une anaphore ne peut pas être reliée de façon arbitraire à n’importe quel syntagme nominal dans une phrase. Cela veut donc dire qu’on ne doit pas se fier uniquement à la sémantique pour déterminer l’antécédent d’un mot, mais également à la syntaxe.  De plus, il a été mentionné dans l’ouvrage de Koster et Reuland (1991) que plusieurs auteurs démontrent l’importance des rôles thématiques lors d’anaphore locale. L'anaphore est un procédé fondamental qui participe à la cohérence d'un texte.

## Rôle de l'anaphore
L’anaphore permet de donner une structure hiérarchique au discours tout en gardant un lien avec tous les éléments présents. Celle-ci permet de faciliter la lecture ou la compréhension d’un énoncé. C’est par cette continuité qu’on est en mesure de bien comprendre le sens d’une phrase. 

### Évitement d'une répétition
L'anaphore peut éviter une répétition lexicale :
Jean n'avait pas de stylo : je lui ai prêté le mien.
Le pronom possessif « le mien » est une anaphore dont l'antécédent est le nom « stylo ». Sans l'anaphore, la phrase serait moins élégante : « Jean n'avait pas de stylo : je lui ai prêté mon stylo. »

### Dissipation d'une équivoque
Selon le contexte, le choix de telle ou telle anaphore, pourra dissiper une éventuelle équivoque, ou bien, tout au contraire, produire une phrase susceptible de revêtir plusieurs interprétations — une amphibologie :
Mon voisin a adopté un gros chien. Il n'est pas très sympathique.
Le pronom personnel « Il » est une anaphore. Mais quel est son antécédent ? Est-ce « voisin», ou bien est-ce le « gros chien », qui « n'est pas très sympathique » ?
Mon voisin a adopté un gros chien. Cet animal n'est pas très sympathique.
Le syntagme nominal « Cet animal » est également une anaphore, mais, dans ce cas, un doute moindre plane sur l'identité de son antécédent : cette construction rend plus vraisemblable que ce soit « le gros chien » qui « n'est pas très sympathique » — sans toutefois écarter un éventuel effet humoristique du locuteur.
Mon voisin a adopté un gros chien. Ce dernier n'est pas très sympathique.
Le syntagme nominal « Ce dernier » est également une anaphore, qui ne laisse cette fois plus d'ambigüité.

## Catégories concernées par l'anaphore
Les principales catégories pouvant jouer le rôle d'une anaphore sont le nom, le pronom et l'adverbe. Pour plus de détails, consulter l'article Représentation textuelle.
J'ai adopté un petit chien : cet animal est très affectueux.
L'anaphore « cet animal » (reprenant « un petit chien ») est un nom.
Jean n'avait pas de stylo : je lui ai prêté le mien.
L'anaphore « le mien » (reprenant « stylo ») est un pronom.
Ils ont acheté une bergerie dans les Corbières. Là, ils sont sûrs d'être tranquilles.
L'anaphore « Là » (reprenant « une bergerie dans les Corbières ») est un adverbe.

## Marge d'interprétation
- Anaphore nominale fidèle : quand le nom est repris avec un simple changement de déterminant (Un cheval est parti. Ce cheval était sale).
- Anaphore nominale infidèle : quand le référent est désigné par un autre nom (Le cheval est parti. L'animal était sale).
- Anaphore nominale conceptuelle : quand elle résume un contenu sémantique indépendamment de sa forme (Un cheval est parti. Cette information est importante).
- Anaphore nominale associative : quand elle relève d'un savoir partagé, d'une association d'idées, souvent dans une relation du tout aux parties (Le cheval est parti. La crinière, la robe, la queue étaient sales).
- Anaphore pronominale complète : quand le pronom reprend la visée référentielle de son groupe nominal antécédent (Le cheval est parti. Il était sale).
- Anaphore pronominale partielle : quand le pronom déduit ou modifie la visée référentielle du groupe nominal antécédent (Le cheval est parti. Tu le vois bien).

## Remarques
1. Il existe donc, entre l'antécédent et l'anaphore, une relation de représentation textuelle (ou phrastique), l'anaphore étant l'élément représentant, et l'antécédent, l'élément représenté. Lorsque dans une telle relation, l'ordre d'apparition de ces deux éléments est inversé, le représentant prend alors le nom de cataphore, et le représenté, celui de conséquent.
2. Il ne faut pas confondre l'anaphore grammaticale avec l'anaphore en rhétorique.
3. L’antécédent ne se trouve pas toujours devant l’anaphore. Dans certains cas, celle-ci se trouve avant que l’antécédent n’ait été retrouvé dans la phrase. On peut le voir dans l’exemple suivant mentionné par Zribi-Hertz (1996) :« Près de luij, Pierrej a vu un serpent »[5]. On appelle cela l'ordre anaphorique-antécédent[5].